# Indywidualne Mistrzostwa Wielkiej Brytanii na Żużlu 1989
Indywidualne mistrzostwa Wielkiej Brytanii na żużlu – cykl turniejów żużlowych mających wyłonić najlepszych żużlowców brytyjskich w 1989 roku. Tytuł wywalczył Simon Wigg z Oxford Cheetahs.

## Finał
- 22 maja 1989 r. (poniedziałek),  Coventry

| Msc. | Zawodnik         | Klub                   | Pkt  |  |  |
| ---- | ---------------- | ---------------------- | ---- |  |  |
| 1    | Simon Wigg       | Oxford Cheetahs        | 14   |  |  |
| 2    | Kelvin Tatum     | Coventry Bees          | 12+3 |  |  |
| 3    | Alan Grahame     | Cradley Heath Heathens | 12+2 |  |  |
| 4    | Les Collins      | Edinburgh Monarchs     | 11   |  |  |
| 5    | Andy Phillips    |                        | 10   |  |  |
| 6    | Andy Grahame     | Oxford Cheetahs        | 7    |  |  |
| 7    | Martin Dugard    |                        | 7    |  |  |
| 8    | Neil Collins     | Wolverhampton Wolves   | 7    |  |  |
| 9    | Andy Smith       | Belle Vue Aces         | 7    |  |  |
| 10   | Jeremy Doncaster | Ipswich Witches        | 7    |  |  |
| 11   | Neil Evitts      | Bradford Dukes         | 6    |  |  |
| 12   | John Davis       |                        | 5    |  |  |
| 13   | Mark Courtney    |                        | 5    |  |  |
| 14   | Graham Jones     |                        | 4    |  |  |
| 15   | Andrew Silver    |                        | 4    |  |  |
| 16   | Marvyn Cox       | Oxford Cheetahs        | 2    |  |  |